# Johann Conrad Rudolph
Johann Conrad Rudolph (* 9. Mai 1784 in Kassel; † 12. März 1844 ebenda) war ein deutscher Architekt und kurhessischer Baubeamter. Er stieg bis zum Geheimen Oberbaurat und Referenten für Bauwesen im kurhessischen Ministerium auf und war an wichtigen Bauprojekten in Kassel beteiligt.  

## Leben
Rudolph entstammte einer Kasseler Bauhandwerkerfamilie. Sein Vater Johann Georg Rudolph (1750–1813) war Stadtbaumeister, sein Bruder Johann Jacob Rudolph übernahm dieses Amt nach dessen Tod.
Von 1792 bis 1804 besuchte er die Kasseler Kunstakademie, wo er Mathematik und Architektur studierte. 1801 wurde er Akzessist im Bauamt, 1802/03 übernahm er auf Anordnung von Heinrich Christoph Jussow die Bauaufsicht an der neuen Unterneustädter Kirche. 1803 beteiligte er sich an einem Akademiewettbewerb mit einem Projekt für ein Lyceum, 1804 erhielt er die große silberne Medaille für einen Museumsentwurf.
Am 18. Februar 1814 wurde er zum Baumeister ernannt, 1820 zum Oberbauinspektor. 1833 folgte die Ernennung zum Geheimen Oberbaurat. Ab 1838 war er Referent für Bauwesen im kurhessischen Ministerium des Innern und der Justiz, später Baureferent bei der Oberfinanzkammer und bei der Regierung.

## Wirken
Rudolph war an zahlreichen Bauprojekten in und um Kassel beteiligt, darunter:  
- Bauaufsicht bei der neuen Unterneustädter Kirche (1802–1803)
- Wiederinstandsetzung der Garnisonkirche Kassel (ab 1814)
- Mitarbeit an der Chattenburg (1820)
- Entwürfe für die Synagoge Kassel (erbaut 1839–1839, zerstört 1938)
- Entwürfe für das Ständehaus Kassel (1836–1839)
- Projekt für ein Schloss am westlichen Ende der Oberen Königsstraße in Kassel (nicht ausgeführt)
- Beteiligung am Bau des Anatomiegebäudes der Philipps-Universität in Marburg (1839–1842)